# Kanton La Charité-sur-Loire
Der Kanton La Charité-sur-Loire ist ein französischer Wahlkreis im Arrondissement Cosne-Cours-sur-Loire, im Département Nièvre und in der Region Burgund; sein Hauptort ist La Charité-sur-Loire.

## Gemeinden
Der Kanton besteht aus 28 Gemeinden mit insgesamt 14.045 Einwohnern (Stand: 1. Januar 2022) auf einer Gesamtfläche von 506,50 km²:
| Gemeinde                    | Einwohner 1. Januar 2022 | Fläche km² | Dichte Einw./km² | Code INSEE | Postleitzahl | Arrondissement        |
| --------------------------- | ------------------------ | ---------- | ---------------- | ---------- | ------------ | --------------------- |
| Arbourse                    | 123                      | 9,20       | 13               | 58009      | 58350        | Cosne-Cours-sur-Loire |
| Arthel                      | 90                       | 7,73       | 12               | 58013      | 58700        | Cosne-Cours-sur-Loire |
| Arzembouy                   | 69                       | 12,85      | 5                | 58014      | 58700        | Cosne-Cours-sur-Loire |
| Beaumont-la-Ferrière        | 119                      | 28,13      | 4                | 58027      | 58700        | Cosne-Cours-sur-Loire |
| Champlemy                   | 326                      | 36,82      | 9                | 58053      | 58210        | Cosne-Cours-sur-Loire |
| Champlin                    | 42                       | 7,91       | 5                | 58054      | 58700        | Clamecy               |
| Champvoux                   | 285                      | 10,67      | 27               | 58056      | 58400        | Cosne-Cours-sur-Loire |
| Chasnay                     | 128                      | 11,76      | 11               | 58061      | 58350        | Cosne-Cours-sur-Loire |
| Chaulgnes                   | 1.503                    | 25,10      | 60               | 58067      | 58400        | Cosne-Cours-sur-Loire |
| Dompierre-sur-Nièvre        | 183                      | 18,60      | 10               | 58101      | 58350        | Cosne-Cours-sur-Loire |
| Giry                        | 188                      | 23,78      | 8                | 58127      | 58700        | Cosne-Cours-sur-Loire |
| La Celle-sur-Nièvre         | 155                      | 12,95      | 12               | 58045      | 58700        | Cosne-Cours-sur-Loire |
| La Charité-sur-Loire        | 4.701                    | 15,78      | 298              | 58059      | 58400        | Cosne-Cours-sur-Loire |
| La Marche                   | 525                      | 10,87      | 48               | 58155      | 58400        | Cosne-Cours-sur-Loire |
| Lurcy-le-Bourg              | 274                      | 22,58      | 12               | 58147      | 58700        | Cosne-Cours-sur-Loire |
| Montenoison                 | 124                      | 16,73      | 7                | 58174      | 58700        | Cosne-Cours-sur-Loire |
| Moussy                      | 108                      | 11,97      | 9                | 58184      | 58700        | Cosne-Cours-sur-Loire |
| Murlin                      | 57                       | 15,09      | 4                | 58186      | 58700        | Cosne-Cours-sur-Loire |
| Nannay                      | 111                      | 11,44      | 10               | 58188      | 58350        | Cosne-Cours-sur-Loire |
| Narcy                       | 467                      | 29,14      | 16               | 58189      | 58400        | Cosne-Cours-sur-Loire |
| Oulon                       | 64                       | 10,99      | 6                | 58203      | 58700        | Cosne-Cours-sur-Loire |
| Prémery                     | 1.782                    | 45,62      | 39               | 58218      | 58700        | Cosne-Cours-sur-Loire |
| Raveau                      | 611                      | 35,50      | 17               | 58220      | 58400        | Cosne-Cours-sur-Loire |
| Saint-Aubin-les-Forges      | 379                      | 26,34      | 14               | 58231      | 58130        | Cosne-Cours-sur-Loire |
| Saint-Bonnot                | 149                      | 16,14      | 9                | 58234      | 58700        | Cosne-Cours-sur-Loire |
| Sichamps                    | 175                      | 5,90       | 30               | 58279      | 58700        | Cosne-Cours-sur-Loire |
| Tronsanges                  | 398                      | 8,58       | 46               | 58298      | 58400        | Cosne-Cours-sur-Loire |
| Varennes-lès-Narcy          | 909                      | 18,33      | 50               | 58302      | 58400        | Cosne-Cours-sur-Loire |
| Kanton La Charité-sur-Loire | 14.045                   | 506,50     | 28               | 5801       | –            | –                     |

Bis zur landesweiten Neuordnung der französischen Kantone im März 2015 gehörten zum Kanton La Charité-sur-Loire die 14 Gemeinden Beaumont-la-Ferrière, Champvoux, Chasnay, Chaulgnes, La Celle-sur-Nièvre, La Charité-sur-Loire, La Marche, Murlin, Nannay, Narcy, Raveau, Saint-Aubin-les-Forges, Tronsanges und Varennes-lès-Narcy. Sein Zuschnitt entsprach einer Fläche von 259,68 km km2. Er besaß vor 2015 einen anderen INSEE-Code als heute, nämlich 5802.

## Bevölkerungsentwicklung
| Jahr                       | 1962   | 1968   | 1975   | 1982   | 1990   | 1999   | 2006   |
| Einwohner                  | 10.116 | 11.043 | 11.200 | 11.752 | 11.197 | 10.893 | 10.981 |
| Quellen: Cassini und INSEE |        |        |        |        |        |        |        |